# Kanton Puteaux
Kanton Puteaux (fr. Canton de Puteaux) je francouzský kanton v departementu Hauts-de-Seine v regionu Île-de-France. Tvoří ho pouze město Puteaux.